# Callophrys mossii
Espèce
Callophrys mossii  est un insecte lépidoptère de la famille des Lycaenidae, de la sous-famille des Theclinae, du genre Callophrys.

## Dénomination
Callophrys mossii nommé par William Henry Edwards en 1881. D'abord placé dans le genre Incisalia Scudder, 1871, il est maintenant placé par certains dans le genre Deciduphagus Johnson, 1992.

### Noms vernaculaires
Il se nomme Moss' Elfin, Stonecrop Elfin, Early Elfin, Schryver's Elfin en anglais

### Sous-espèce
- Callophrys mossii mosii
- Callophrys mossii bayensis R. Brown, 1939, le San Bruno elfin.
- Callophrys mossii duodoroffi (dos Passos, 1940)
- Callophrys mossii hidakupa (Emmel & Mattoon, 1998)
- Callophrys mossii schryveri (Cross, 1937)
- Callophrys mossii windi (Clench, 1943)[2].

## Description
C'est un petit papillon d'une envergure qui varie de 22 à 28 mm, qui présente un léger dimorphisme sexuel : le dessus du mâle est marron gris, alors qu'il est d'une couleur marron orangé chez la femelle, les deux avec une frange entrecoupée de barres foncées.
Le revers est marron à marron violacé.

## Biologie

### Période de vol et hivernation
C'est la chrysalide qui hiverne.
Il vole en une seule génération de mars à mai.

### Plantes hôtes
Les plantes hôtes de sa chenille sont des Crassulaceae, dont Sedum spathulifolium, Sedum lanceolatum,.

## Écologie et distribution
Callophrys mosii est présent sous forme de colonies isolées dans l'ouest de l'Amérique du Nord sur la côte Pacifique de la Colombie-Britannique à la Californie, et dans le Wyoming et le Colorado. Callophrys mossii bayensis est uniquement présent dans les montagnes de San Bruno en Californie.

### Biotope
Il réside dans les forêts.

### Protection
Callophrys mossii bayensis le San Bruno elfin, uniquement présent dans les montagnes de San Bruno en Californie, est déclaré en danger.